# Хэкудьяха
Хэкудьяха (устар. Хэкудь-Яха) — река в России, протекает по Ямало-Ненецкому АО. Устье реки находится в 183 км по левому берегу реки Пякупур. Длина реки составляет 37 км. В 2 км от устья по левому берегу впадает река Вораяха.

## Данные водного реестра
По данным государственного водного реестра России относится к Нижнеобскому бассейновому округу, водохозяйственный участок реки — Пур, речной подбассейн реки — подбассейн отсутствует. Речной бассейн реки — Пур.
Код объекта в государственном водном реестре — 15040000112115300055745.